# Philippe Gallart
Pas d'image ? Cliquez ici

a Compétitions nationales et continentales officielles uniquement.

b Matchs officiels uniquement.
Dernière mise à jour le 28 novembre 2021.
Philippe Gallart est né le 18 décembre 1962 à Béziers (Hérault), est un joueur de rugby à XV, qui a joué avec l'équipe de France et l'AS Béziers, évoluant au poste de pilier (1,84 m pour 115 kg). 
Il participe en 1990 à la tournée mouvementée du XV de France en Australie : après un premier test-match perdu et marqué par l'expulsion d'Abdelatif Benazzi pour sa première sélection, le XV de France remporte le troisième et dernier test-match disputé le 30 juin 1990 à Sydney sur le score de 28 à 19. Philippe Gallart est expulsé dès le début de la seconde mi-temps pour brutalité par l'arbitre Clive Norling, le même qui six ans auparavant avait expulsé en match officiel le célèbre pilier Jean-Pierre Garuet.

## Carrière de joueur

### En club
- AS Béziers

### En équipe nationale
Il a disputé son premier test match le 24 mai 1990, contre l'équipe de Roumanie, son dernier test match fut contre l'équipe des Tonga, le 26 mai 1995.

### Avec les Barbarians
Le 11 novembre 1993, il est invité avec les Barbarians français pour jouer contre l'Australie à Clermont-Ferrand. Les Baa-Baas s'inclinent 26 à 43.

## Palmarès
- Sélections en équipe nationale : 18
- Sélections par année : 4 en 1990, 8 en 1992, 3 en 1994, 3 en 1995

## Statistiques

### Tournoi des Cinq Nations
| Édition           | Rang | Résultats France | Résultats Gallart | Matchs Gallart |
| ----------------- | ---- | ---------------- | ----------------- | -------------- |
| Cinq Nations 1992 | 2    | 2 v, 0 n, 2 d    | 1 v, 0 n, 1 d     | 2/4            |
| Cinq Nations 1994 | 3    | 2 v, 0 n, 2 d    | 1 v, 0 n, 2 d     | 3/4            |
| Cinq Nations 1995 | 3    | 2 v, 0 n, 2 d    | 1 v, 0 n, 0 d     | 1/4            |

Légende : v = victoire ; n = match nul ; d = défaite ; la ligne est en gras quand il y a Grand Chelem.

### Coupe du monde
| Édition             | Rang      | Résultats France | Résultats Gallart | Matchs Gallart |
| ------------------- | --------- | ---------------- | ----------------- | -------------- |
| Afrique du Sud 1995 | Troisième | 5 v, 0 n, 1 d    | 1 v, 0 n, 0 d     | 1/6            |

Légende : v = victoire ; n = match nul ; d = défaite.